# ストケソサウルス
ストケソサウルス（学名:Stokesosaurus "ストケス(発見者の名前)のトカゲ"の意）は、全長3 - 4メートルと推定されている小型の肉食恐竜の属。ジュラ紀後期チトニアンのアメリカ合衆国ユタ州から化石が発見され、初期のティラノサウルス上科に分類される。

## 歴史

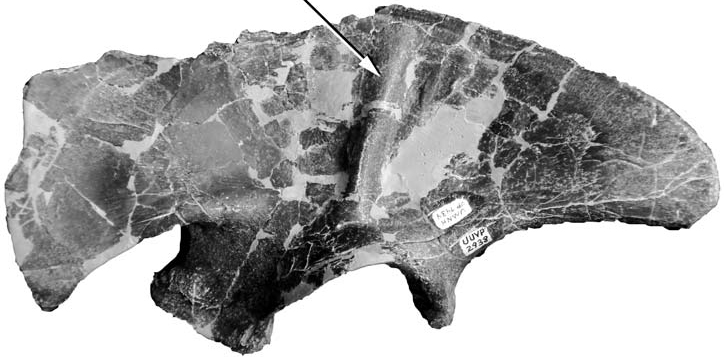
ホロタイプ標本 UMNH VP 7473

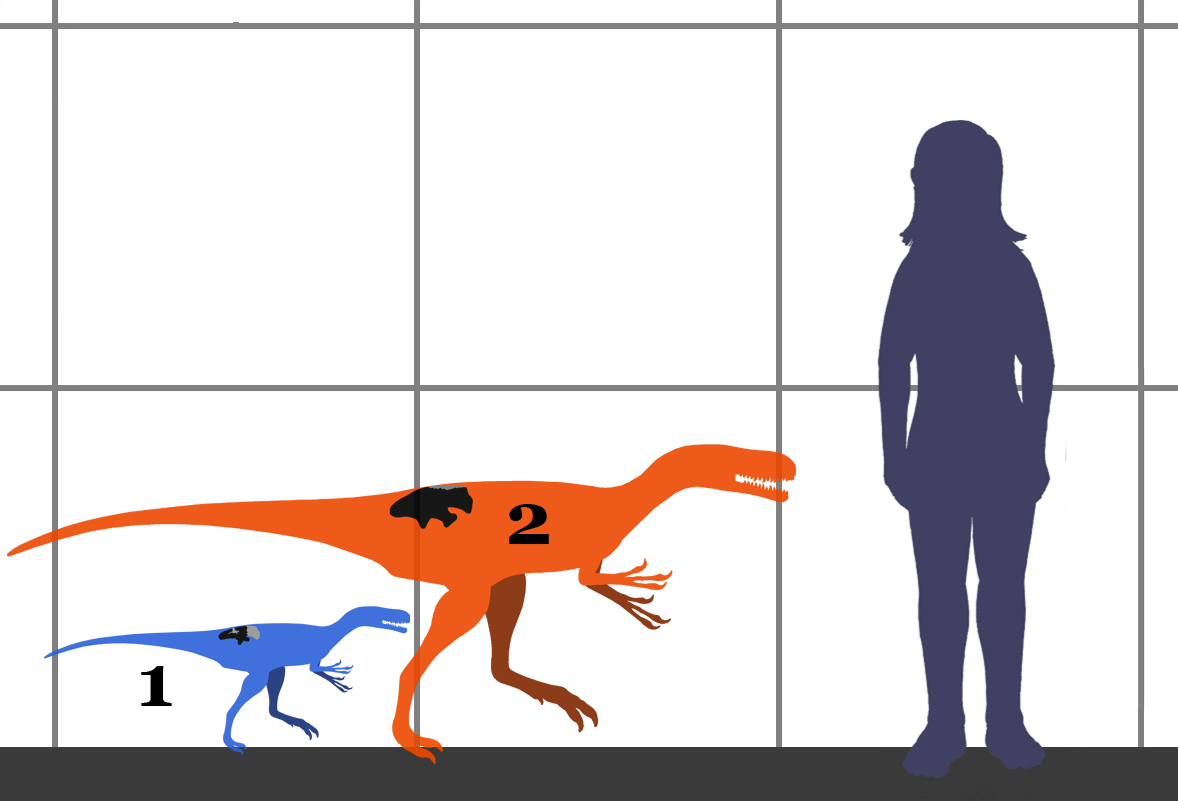
サウスダコタ州の幼体標本（青色）とホロタイプ標本（オレンジ色）の推定される体躯とヒトの比較

1960年からユタ州の地質学者ウィリアム・リー・ストークスと彼の助手ジェームズ・H・マッドセンが、バラバラになった数千ものアロサウルスの骨をユタ州エメリー郡クレヴェランドロイド恐竜発掘場で発掘した。1970年代初頭にマッドセンは発見した化石の詳細なカタログ化を開始し、新種を代表する化石が含まれていることを発見した。1974年にマッドセンは模式種ストケソサウルス・クレヴェランディを記載した。属名はストークスを称えたもので、種小名はユタ州のクレヴェランドの町に由来する。
ホロタイプ標本 UMNH 2938 は UMNH VP 7473 や UUVP 2938 とも呼称され（正式には後者）、約1億5000万年前にあたるジュラ紀後期チトニアンのモリソン層 Brushy Basin 部層から発見された。標本には幼体の左の腸骨あるいは臀部の骨が含まれている。マッドセンはまた、1.5倍ほどの大きさの右の腸骨をパラタイプ標本 UUVP 2320 に割り当てた。彼は右の前上顎骨 UUVP 2999 もストケソサウルスのものとしたが、これは2005年にタニコラグレウスのものとされた。ストケソサウルスとタニコラグレウスは同等の体躯であり、タニコラグレウスがストケソサウルスのジュニアシノニムである可能性もある。しかし、ストケソサウルスで最もあるいは唯一理解が深まっている腸骨がタニコラグレウスでは発見されておらず、直接の比較は容易でない。
1976年にピーター・マルコム・ガルトンが、ストケソサウルスを初期ティラノサウルス上科の可能性があるイリオスクスの第2の種としてイリオスクス・クレヴェランディとする説を提唱した。この説は他の研究者に受け入れられず、1980年に彼は自身の説を取り下げた。

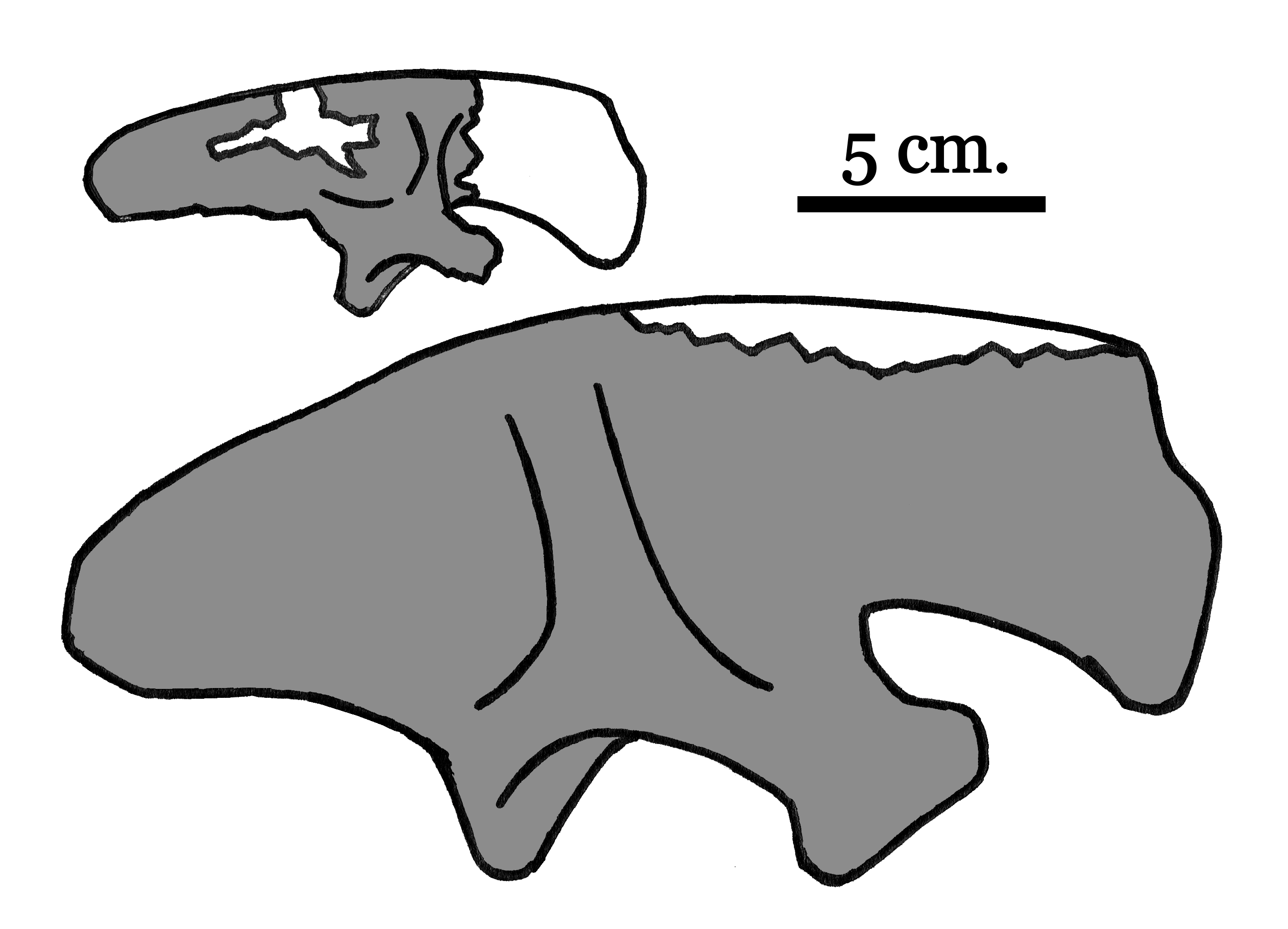
サウスダコタ州の幼体標本の腸骨（上）とストケソサウルスの腸骨（下）のイラスト

ストケソサウルスとされる化石が後に発見されており、1991年の坐骨と尾椎、 1998年の頭蓋の一部がこれに含まれる。さらに、ストケソサウルスに割り当てられたサウスダコタ州の非常に小さい腸骨があり、これは失われているものの、実際には近縁のアヴィアティラニスのものである可能性がある。潜在的にストケソサウルスに分類可能なより断片的な化石が、1億5200万年前にあたるキンメリッジアン後期のモリソン層 zone 2 から発見されている。
イングランドから出土した部分的な骨格に基づいて、2008年にロガー・ベンソンはストケソサウルス属の第2の種であるストケソサウルス・ラングハミを記載した。しかし、後の研究で本種は別の属に分類されることが判明し、2012年にジュラティラントと命名された。ロガー・ベンソンとスティーブン・ブルサッテは、1つの骨もストケソサウルスに正当に割り当てられておらず、パラタイプ標本さえも疑わしいとして、ストケソサウルスの既知の化石をホロタイプ標本である腸骨ただ1つのみとした。さらに、ストケソサウルスとジュラティラントを1つの属にまとめていた多くの特徴が他のティラノサウルス上科にも存在することも判明した。事実、腸骨の後背側に傾斜した水平の隆起はエオティラヌスのホロタイプ標本の未記載の左腸骨でも確認されている。こうしてストケソサウルスには、恥骨の突起の関節面を取り巻く縁が膨らんでいるという、ジュラティラントや他のティラノサウルス上科には存在しない固有派生形質のみが残った。
ホロタイプ標本の腸骨は22センチメートルの長さで、小さな個体だったことを示唆している。1974年にマッドセンは成体の全長を4メートルと推定した。2010年にグレゴリー・ポールは、ストケソサウルスを全長2.5メートル、体重60キログラムと推定している。

## 分類
マッドセンは1974年にストケソサウルスをティラノサウルス科に分類した。しかし現在の系統解析ではストケソサウルスはより基盤的な位置に置かれ、ブルサッテとベンソンによる2012年の研究では基盤的なティラノサウルス上科に位置付けられ、特にエオティラヌスとジュラティラントに近縁であるとされた。
前寛骨臼の狭い窪みをシノティラヌスと共有するため、ストケソサウルスとジュラティラントは以下に示す Loewen らのクラドグラムでプロケラトサウルス科に分類されている。ところが、多くの基盤的ティラノサウルス上科の腸骨が不完全または未発見であるため、この形質は現在知られているよりも広く共有されている可能性がある。シノティラヌスがプロケラトサウルス科に属する根拠は数多く発見されている。
しかし、2016年の最大節約法とベイズ推定を用いたブルサッテとカールの研究では、ストケソサウルスとジュラティラントはプロケラトサウルス科とディロングよりもわずかに進化したティラノサウルス上科として系統学的に位置付けられた。すなわち、プロケラトサウルス科から除外されたということである。さらに、この系統解析においてはエオティラヌスはこれらの属の姉妹群として分類されている。

## 古生態

### 生息域
モリソン層は放射年代測定によるとオックスフォーディアン後期からチトニアン前期にあたる1億5630万年前 から1億4680万年前にかけての時代を示す堆積層で、当時は明瞭な乾季と雨季を持つステップ気候だったと推定されている。恐竜が生息したモリソン盆地はニューメキシコ州からアルバータ州およびサスカチュワン州まで伸び、ロッキー山脈の前縁帯が西へ押し出され始めるころに形成された。東に面した流域に由来する堆積物は河川によって運搬され、低地の沼や湖、河道、氾濫原に堆積した。モリソン層の時代はドイツのゾルンホーフェン石灰岩層やタンザニアのテンダグル層に近い。1877年にはモリソン層は化石戦争の中心地となり、初期の古生物学者であるオスニエル・チャールズ・マーシュとエドワード・ドリンカー・コープが先を争って化石を収集した。

### 古動物相
モリソン層はカマラサウルス、バロサウルス、ディプロドクス、アパトサウルスおよびブラキオサウルスといった竜脚類が支配した時代と環境を記録している。ストケソサウルスと共存した恐竜としては、鳥盤類の植物食恐竜ではカンプトサウルス、ドリオサウルス、ステゴサウルスおよびオスニエロサウルスがいる。肉食恐竜（獣脚類）ではサウロファガナクス、トルヴォサウルス、ケラトサウルス、マルショサウルス、オルニトレステス およびアロサウルスがおり、獣脚類標本の70 - 75%を占めてモリソン層の食物網の栄養段階の最高位にいた。同じ環境にいた他の動物には二枚貝、カタツムリ、条鰭綱の魚類、カエル、有尾目の両生類、カメ、ムカシトカゲ目、トカゲ、陸生および水生のワニ形上目、複数種の翼竜がいた。同地域に居た哺乳類の例としては、梁歯目、多丘歯目、相称歯目、三錐歯目が挙げられる。菌類や緑藻類、蘚類、トクサ属、ソテツ類、イチョウ属、球果植物門の複数の科の化石も発見されている。河川が流れる木生シダの森林から、ナンヨウスギ属に似た球果植物ブラキフィルムといった木々が生えたシダのサバンナまで、多種多様な植生に溢れていた。